# Urszula Pulkowska
Urszula Pulkowska, coniugata Engel (Trzebniów, 20 giugno 1949), è un'ex cestista polacca.
È la moglie di Jerzy Engel.

## Carriera
Con la Polonia ha disputato i Campionati europei del 1972.